# Joe Brooks (Biathlet)
Joe Brooks (* 19. November 1971 in Glasgow) ist ein ehemaliger britischer Biathlet.

## Karriere
Joe Brooks begann 1998 mit dem Biathlon und rückte 1999 in den Nationalkader auf. Der Sportsoldat der Royal Marines vom 45 Commando Royal Marine trainierte in Boldon und studierte am St. Andrews College. Er wurde von Jason Sklenar trainiert. 2002 debütierte der Schotte in Antholz im Biathlon-Weltcup. Sein erstes Rennen beendete er als 94. eines Einzels. Erstes Großereignis wurden die Biathlon-Europameisterschaften 2002 in Kontiolahti. In Finnland erreichte Brooks im Einzel wie auch im Sprint Rang 51, mit der Staffel wurde er als Schlussläufer an der Seite von Marc Walker, Kurt Sumner und Lee-Steve Jackson 12. Auch 2003 lief er bei der EM in Forni Avoltri und wurde 47. im Einzel, 55. im Sprint und 50. der Verfolgung. Mit Sumner, Stephen Hope und Lance Hodgkins wurde er zudem 15. mit der Staffel. Es dauerte zwei Jahre bis Brooks erneut bei einer Großveranstaltung antreten konnte. In Hochfilzen nahm er an seiner ersten Weltmeisterschaft teil. Sowohl im Einzel wie auch im Sprint lief er auf den 87. Platz. Mit Walker, Jackson und Tom Clemens wurde er in der Staffel 20. Auch 2007 trat er nochmals in Antholz zu seiner letzten WM an. Im Einzel wurde er 97., im Sprint 101. Diese Weltmeisterschaften bedeuteten auch seine letzten Wettkämpfe der Karriere. Das beste Ergebnis im Weltcup wurde 2004 ein 64. Rang im Sprint von Fort Kent.
National konnte Brooks mehrere Erfolge erzielen. 2002 gewann er die Titel im Staffel- und im Teamwettbewerb, 2003 wiederholte er diese Titel mit seiner Regimentsmannschaft und gewann zudem den Titel im Rennen der Militärpatrouille. 2005 gewann er mit Gold im Massenstart seinen einzigen Titel in einem Einzelrennen, hinzu kam eine Bronzemedaille hinter Walker und Sklenar im Einzel.

## Statistiken

### Biathlon-Weltcup-Platzierungen
Die Tabelle zeigt alle Platzierungen (je nach Austragungsjahr einschließlich Olympische Spiele und Weltmeisterschaften).
- 1.–3. Platz: Anzahl der Podiumsplatzierungen
- Top 10: Anzahl der Platzierungen unter den ersten zehn (einschließlich Podium)
- Punkteränge: Anzahl der Platzierungen innerhalb der Punkteränge (einschließlich Podium und Top 10)
- Starts: Anzahl gelaufener Rennen in der jeweiligen Disziplin

| Platzierung         | Einzel | Sprint | Verfolgung | Massenstart | Staffel | Gesamt |
| ------------------- | ------ | ------ | ---------- | ----------- | ------- | ------ |
| 1. Platz            |        |        |            |             |         |        |
| 2. Platz            |        |        |            |             |         |        |
| 3. Platz            |        |        |            |             |         |        |
| Top 10              |        |        |            |             |         |        |
| Punkteränge         |        |        |            |             | 11      | 11     |
| Starts              | 7      | 14     |            |             | 11      | 32     |
| Stand: Karriereende |        |        |            |             |         |        |

### Biathlon-Weltmeisterschaften
Ergebnisse bei den Weltmeisterschaften:
| Weltmeisterschaften | Weltmeisterschaften | Einzelwettbewerbe | Einzelwettbewerbe | Einzelwettbewerbe | Einzelwettbewerbe | Staffelwettbewerbe |
| Jahr                | Ort                 | Einzel            | Sprint            | Verfolgung        | Massenstart       | Herrenstaffel      |
| ------------------- | ------------------- | ----------------- | ----------------- | ----------------- | ----------------- | ------------------ |
| 2005                | Hochfilzen          | 87.               | 87.               | –                 | –                 | 20.                |
| 2007                | Antholz             | 97.               | 101.              | –                 | –                 | –                  |